# Талмаз
Талмаза, Талмаз, Талмазы (рум. Talmaza) — село в Штефан-Водском районе Молдавии. Относится к сёлам, не образующим коммуну.
До 1991 года село носило название Талмазский и располагалось в Суворовском районе. В 1991 году после распада СССР решением правительства Молдовы село было названо Талмазы, а наименование Суворовского района было изменено на Штефан-Водский район.

## География
Село расположено на высоте 100 метров над уровнем моря.

## Население
По данным переписи населения 2004 года, в селе Талмаза проживает 7250 человек (3597 мужчин, 3653 женщины).
Этнический состав села:
| Национальность | Число жителей | Процентный состав |
| -------------- | ------------- | ----------------- |
| молдаване      | 7020          | 96.83             |
| цыгане         | 139           | 1.92              |
| румыны         | 30            | 0.41              |
| украинцы       | 28            | 0.39              |
| русские        | 21            | 0.29              |
| болгары        | 4             | 0.06              |
| прочие         | 8             | 0.11              |
| Всего          | 7250          | 100 %             |

## Достопримечательности
- археологический памятник «Большая могила»
- ветряная мельница XIX века «Мош Тихон»
- смотровая площадка, откуда видна старица Днестра
- ландшафтный заповедник «Турецкий сад»

## Известные уроженцы
- Тулбя, Геннадий (род. 1979) — молдавский и монакский борец вольного стиля, двукратный чемпион Европы (2001, 2005), серебряный призёр чемпионата мира (2003).
- Чобану, Штефан (1883—1950) — румынский и молдавский историк и политический деятель, академик.